# Apostolisches Vikariat Saint-Pierre und Miquelon

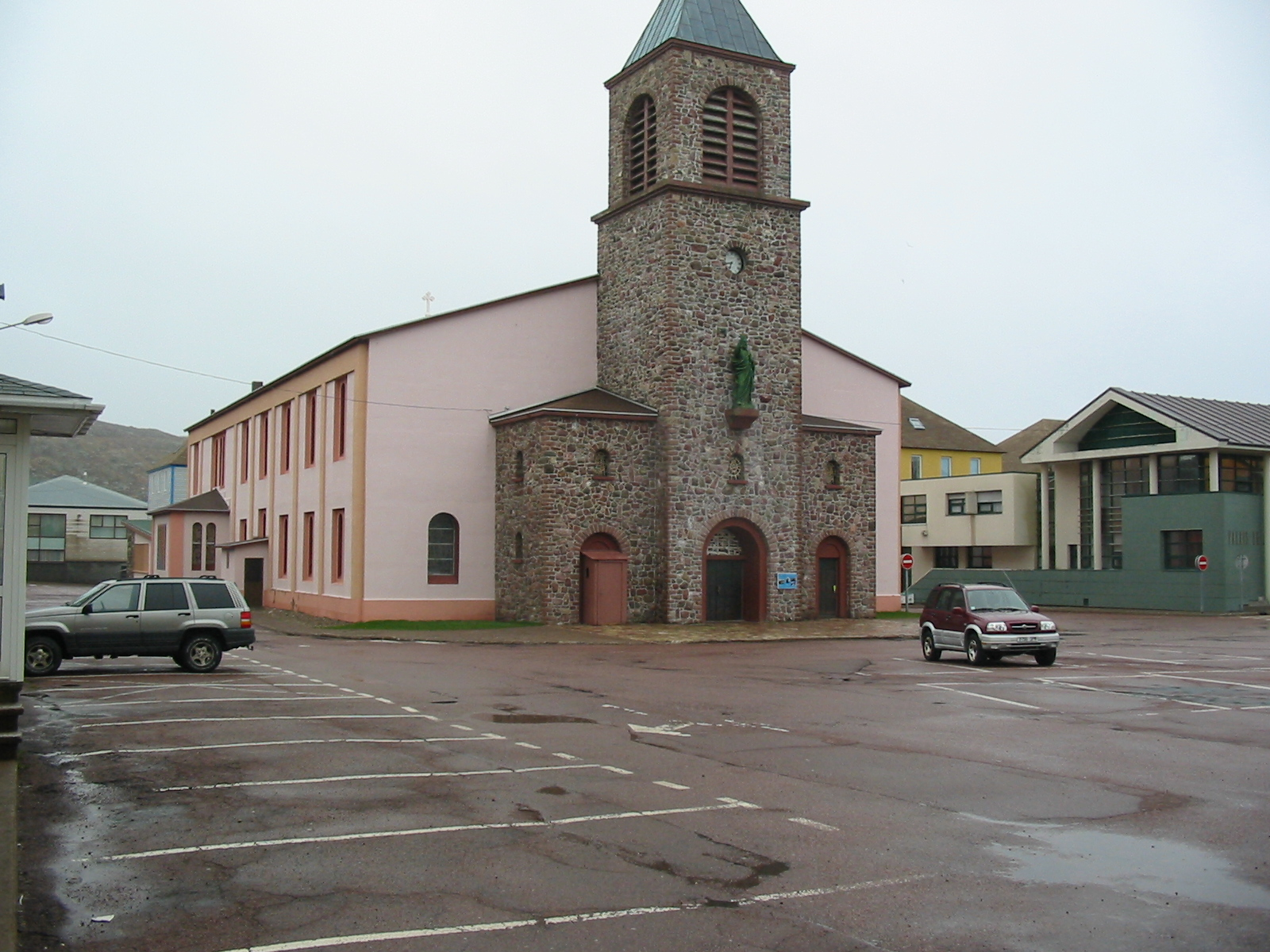
Cathédrale Saint-Pierre

Das Apostolisches Vikariat Saint-Pierre und Miquelon (lat.: Apostolicus Vicariatus Insularum Sancti Petri et Miquelonensis) war eine römisch-katholische Diözese mit Sitz in Saint-Pierre auf Saint-Pierre, einer Insel des französischen Überseegebietes Saint-Pierre und Miquelon.
Papst Benedikt XIV. gründete 1753 die Apostolische Präfektur Saint-Pierre und Miquelon aus Gebietsabtretungen des Bistums Québec und unterstellte es dem Erzbistum Bordeaux als Suffraganbistum. Am 16. November 1970 wurde diese zu einem Apostolischen Vikariat erhoben.
Am 1. März 2018 nahm Papst Franziskus den Rücktritt des letzten Apostolischen Vikars an und hob das Apostolische Vikariat auf. Das Territorium wurde in das Bistum La Rochelle-Saintes eingegliedert.

## Ordinarien
Apostolische Präfekten von Saint-Pierre und Miquelon
- Girard CSSp (22. Januar 1766-)
- Julien-François Becquet CSSp (28. April 1767–1775, zurückgetreten)
- Jean Baptiste Paradis
- de Longueville CSSp (1788–1793, zurückgetreten)
- Ollivier (1816 – 7. September 1842, zurückgetreten)
- Amator Charlot CSSp (1842–1853, zurückgetreten)
- Jean-Marie Le Helloco (22. Juni 1853–1864)
- Le Tournoux (1864-)
- Tiberi (1893-)
- Christophe-Louis Légasse (1898 – 6. Dezember 1915, dann Bischof von Oran)
- Joseph Oster CSSp (1916–1922, verstorben)
- Charles Joseph Heitz (9. November 1922–1933, zurückgetreten)
- Alfonso Poisson CSSp (1933–1945, verstorben)
- Raymond Henry Martin CSSp (23. November 1945–1966)
- François Joseph Maurer CSSp (17. Mai 1966 – 16. November 1970)

Apostolische Vikare von Saint-Pierre und Miquelon
- François Joseph Maurer CSSp (16. November 1970 – 17. Februar 2000, emeritiert)
- Lucien Prosper Ernest Fischer CSSp (17. Februar 2000 – 19. Juni 2009, emeritiert)
- Pierre Gaschy CSSp (19. Juni 2009–1. März 2018)

Die Eingliederung in das Bistum La Rochelle erfolgte zum 1. März 2018.